# Jolanda Aragonska, vojvotkinja Kalabrije
Jolanda Aragonska (Yolanda/Yolande; 1273. — kolovoz 1302.) bila je aragonska infanta, kći Petra III. Aragonskog i Konstancije Sicilske.
Dana 23. ožujka 1297. Jolanda se udala za napuljskog princa Roberta. Robert je bio treći sin Karla II. Napuljskog. Jolanda i Robert dobili su sinove Karla i Luja. Karlo je bio otac kraljice Ivane I. Napuljske.
Budući da Robert nije postao kralj za Jolandina života, Jolanda nije bila kraljica, već samo kalabrijska vojvotkinja.
Nakon smrti svoje žene Jolande, Robert se opet oženio.